# Elders of the Universe
De Elders of the Universe zijn een groep personages uit de comics van Marvel Comics. Het eerste dat daarvan verscheen was de Collector in The Avengers #28 uit mei 1966, gemaakt door Stan Lee en Don Heck. Het idee dat hij deel uitmaakte van een groep genaamd Elders of the Universe werd geïntroduceerd in The Avengers #174 uit augustus 1978, door schrijvers Jim Shooter, Bill Mantlo en tekenaar David Wenzel
De Elders of the Universe bestaan uit de laatste leden van allerlei verder uitgestorven soorten die behoorden tot de eerste vormen van intelligente humanoïde wezens in het universum. Ze hebben allemaal een in principe oneindige levensduur en houden zich stuk voor stuk extreem fanatiek bezig met één specifiek interessegebied, zoals verzamelen, competitie, ontdekking, filosofie, architectuur, heling, rechtvaardigheid, jacht, handel, gevechtskunde, rangschikking, vormgeving en amusement. De energie en miljarden jaren die ze hierin hebben gestoken, maakt dat ieder lid in principe ongeëvenaard deskundig en bekwaam is in zijn eigen expertise. Ieder lid van de Elders of the Universe beschikt daarbij over een fractie van de Power Primordial, de restanten van de energieën uit de big bang. Die kunnen ze aanwenden voor een groot aantal doeleinden, zoals het naar hun wil buigen van materie, verhoging van kracht, snelheid en duurzaamheid, teleportatie en het creëren van krachtvelden. Iedere Elder gebruikt de mogelijkheden die de Power Primordial biedt op zijn eigen manier. Uit hoeveel leden de groep precies bestaat, is onbekend.

## In andere media
Verschillende leden van Elders of the Universe zijn verschenen binnen het Marvel Cinematic Universe. Zo is de Collector (Taneleer Tivan) te zien in Thor: The Dark World (creditscène), Guardians of the Galaxy en Avengers: Infinity War, gespeeld door Benicio del Toro. Ego the Living Planet is een personage in Guardians of the Galaxy Vol. 2, gespeeld door Kurt Russell. Grandmaster (En Dwi Gast) is te zien in Guardians of the Galaxy Vol. 2 (creditscène) en Thor: Ragnarok, gespeeld door Jeff Goldblum. Er verschijnen ook leden van Elders of the Universe in de animatieserie Guardians of the Galaxy en ze worden genoemd in The Super Hero Squad Show.